# Matthias Niggli
Matthias Niggli (* 2. Juli 1973) ist ein Schweizer Orientierungsläufer, der mit der besten Orientierungsläuferin, Simone Niggli-Luder, verheiratet ist. Er ist Ende Saison 2005 zurückgetreten. 

## Vereine
Matthias Niggli gehört dem schweizerischen OL-Verein ol norska und dem schwedischen Verein Ulricehamns OK an.

## Wichtigste sportliche Erfolge

### Weltmeisterschaften
- 2004, Västerås/SWE: 26. Langdistanz, 9. Staffel
- 2003, Rapperswil-Jona/SUI: 21. Mitteldistanz
- 2001, Tampere/FIN: 5. Staffel, 25. Kurzdistanz, 35. Sprintdistanz
- 1999, Inverness/SCO: 25. Kurzdistanz

### Europameisterschaften
- 2002, Sümeg/HUN: 8. Mitteldistanz, 21. Langdistanz

### Weltcup
- 46. Gesamtweltcup 2004
- 31. Gesamtweltcup 2002
- 22. Gesamtweltcup 2000
- 51. Gesamtweltcup 1998

### World Games
- 15. Einzellauf 2001

### Studentenweltmeisterschaften
- 5. Klassische Distanz 2000

### Juniorenweltmeisterschaften
- 5. Staffel 1993
- 12. Kurzdistanz 1993

### Schweizer Meisterschaften
- 2-facher Elite-Schweizermeister
- 1-facher Sieger CreditSuisseCup

### Internationale Staffeln
- 3. Jukola 2002
- 1. Jukola 2001 mit Turun Suunnistajat
- 5. Tiomila 2001

### Mehrtageläufe
- 1. Schweizer 5-Tage OL, Tessin 2005
- 1. Surrey 5-Days/ENG 2005
- 1. Scottish 6-Days/SCO 2005
- 1. Bordeaux/FRA 1999

| Personendaten    | Personendaten                 |
| ---------------- | ----------------------------- |
| NAME             | Niggli, Matthias              |
| KURZBESCHREIBUNG | Schweizer Orientierungsläufer |
| GEBURTSDATUM     | 2. Juli 1973                  |